# Ville Ritola
Ville Ritola (punim imenom: Vilho ("Ville") Eino Ritola) (Peräseinäjoki, 18. siječnja 1896. – Helsinki, 24. travnja 1982.) - finski atletičar, dugoprugaš i srednjeprugaš, pet puta olimpijski pobjednik. Uz Paava Nurmija najistaknutiji je predstavnik finske atletske škole, i drugi najbolji finski sportaš poslije Nurmija po broju osvojenih olimpijskih medalja. 
U 17. godini emigrirao je u Sjedinjene Američke Države, gdje je trenirao s Hannesom Kolehmainenom, finskim olimpijskim pobjednikom iz 1912. Svejedno je nastupao za Finsku. Na Olimpijskim igrama u Parizu 1924. godine, osvojio je četiri zlatne medalje na: 10000 m, 3000 m sa zaprekama, 3000 m momčadski i momčadski u krosu. Na 10000 m poboljšao je svjetski rekord za više od 12 sekundi. Osvojio je i dvije srebrne medalje na 5000 m i u pojedinačnoj konkurenciji u kros utrci, oba puta bio je iza Pave Nurmija. 
Na Olimpijskim igrama u Amsterdamu 1928., Ritola je porazio Nurmija na 5000 m i osvojio zlato, a na 10 000 m bilo je obrnuto, osvojio je srebro iza Nurmija. 
Ritola je dva puta rušio svjetski rekord na 10 000 m.